# Mihai Antonescu
Mihai Antonescu (n. 18 noiembrie 1904, Nucet, România – d. 1 iunie 1946, Jilava⁠(d), Ilfov, România) a fost un avocat și politician român, care a ocupat funcții de ministru, în guvernul condus de Ion Antonescu. A fost arestat la 23 august 1944, iar apoi, după sfârșitul celui de-Al Doilea Război Mondial, a fost judecat, găsit vinovat pentru crime de război, condamnat la moarte și executat prin împușcare la 1 iunie 1946.

## Biografie
După primii ani de școală din comuna natală, Mihai Antonescu a continuat la Pitești și apoi la colegiul Sfântul Sava din București. Între 1922–1926 a urmat cursurile Facultății de Drept din București, unde și-a obținut doctoratul. Începând din 1929 a fost asistent de drept internațional la Academia de Studii Comerciale și Industriale din București și în același timp, a profesat avocatura.
În anii 1930 a fost membru al Partidului Liberal brătienist. În 1938 l-a reprezentat pe generalul Ion Antonescu într-un proces de bigamie, apoi i-a devenit prieten și colaborator.
A participat la guvernarea Ion Antonescu în calitate de ministru al justiției (14 septembrie 1940 – 27 ianuarie 1941, vicepreședinte al Consiliului de Miniștri (22–27 ianuarie 1941, 23 iunie 1941 – 23 august 1944), ministru secretar de stat (27 ianuarie – 21 iunie 1941), președinte ad-interim al Consiliului de Miniștri (23 iunie 1941 – 31 ianuarie 1942), ministru ad-interim al propagandei naționale (27 mai – decembrie 1941), ministru al propagandei naționale (decembrie 1941 – august 1942), ministru al afacerilor străine (29 iunie 1941 – 23 august 1944).
Între anii 1920 și 1930 a avut sentimente francofile. Din toamna anului 1940 este tot mai convins că Germania va câștiga războiul.
După înfrângerea trupelor germane, române și ale aliaților Germaniei naziste la Stalingrad, față de catastrofa militară evidentă, cei doi Antonescu au luat în considerare posibilitatea ca România să părăsească Axa, tatonând un acord de armistițiu separat, dar tentativele de tratative cu Statele Unite, Anglia și Uniunea Sovietică au rămas sterile. Cele mai importante negocieri s-au purtat la Ankara (septembrie 1943 - martie 1944) și Stockholm (noiembrie 1943 - iunie 1944), din partea guvernului Antonescu, și la Cairo (martie - iunie 1944), din partea opoziției. La Stockholm s-au dus tratative între Frederic Nanu, ambasadorul României în Suedia și Aleksandra Kollontai, ambasadoarea U.R.S.S. în Suedia. La 12 aprilie 1944 i-a fost comunicată delegației române de la Cairo, condusă de Barbu Știrbey, condiția armistițiului: „capitulare necondiționată”. Condiția a fost respinsă de partea română.
Mihai Antonescu a fost arestat la 23 august 1944 și a fost predat spre anchetare Uniunii Sovietice. 
După perioada de detenție în URSS (septembrie 1944 – aprilie 1946) Mihai Antonescu a fost readus în România, judecat de Tribunalul Poporului din București, condamnat la moarte pentru crime de război și executat la 1 iunie 1946 la Închisoarea Jilava, împreună cu Ion Antonescu, Constantin Z. Vasiliu și Gheorghe Alexianu.

## Colaborarea cuIon Antonescu
În ședința din 8 iulie 1941 a cabinetului antonescian, ca viceprim-ministrul și ministrul de externe Mihai Antonescu, s-a adresat miniștrilor: „Așa că vă rog să fiți implacabili, omenia siropoasă, vaporoasă, filozofică nu are ce căuta aici... Cu riscul de a nu fi înțeles de unii tradiționaliști care mai pot fi printre dv., eu sunt pentru migrarea forțată a întregului element evreu din Basarabia și Bucovina, care trebuie zvârlit peste graniță... Veți fi fără milă cu ei. Nu știu peste câte veacuri neamul românesc se va mai întâlni cu libertatea de acțiune totală, cu posibilitatea de purificare etnică și revizuire națională... Dacă este nevoie, să trageți cu mitraliera. Îmi este indiferent dacă în istorie vom intra ca barbari... Îmi iau răspunderea în mod formal și spun că nu există lege (...) Deci, fără forme, cu libertate completă”.
La sfârșitul lui octombrie 1941, articole redacționale din presa românească - care exprimau linia oficială – au anunțat românilor că „problema evreiască a intrat în faza soluției finale și că niciun om din lume și nici o minune nu pot împiedica soluționarea ei”. Guvernul a anunțat că România „s'a înscris printre națiunile care sunt hotărîte să colaboreze efectiv pentru rezolvarea definitivă a problemei evreiești, nu numai locale, dar și europene”.

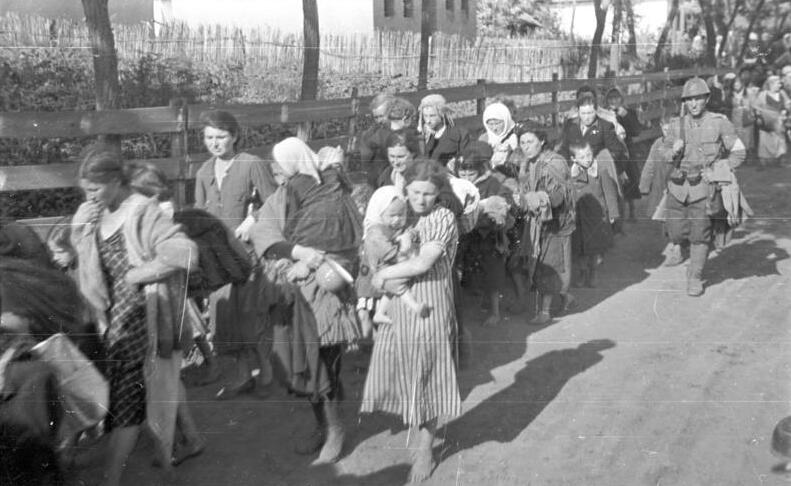
Evrei deportați sub supravegherea unui soldat român

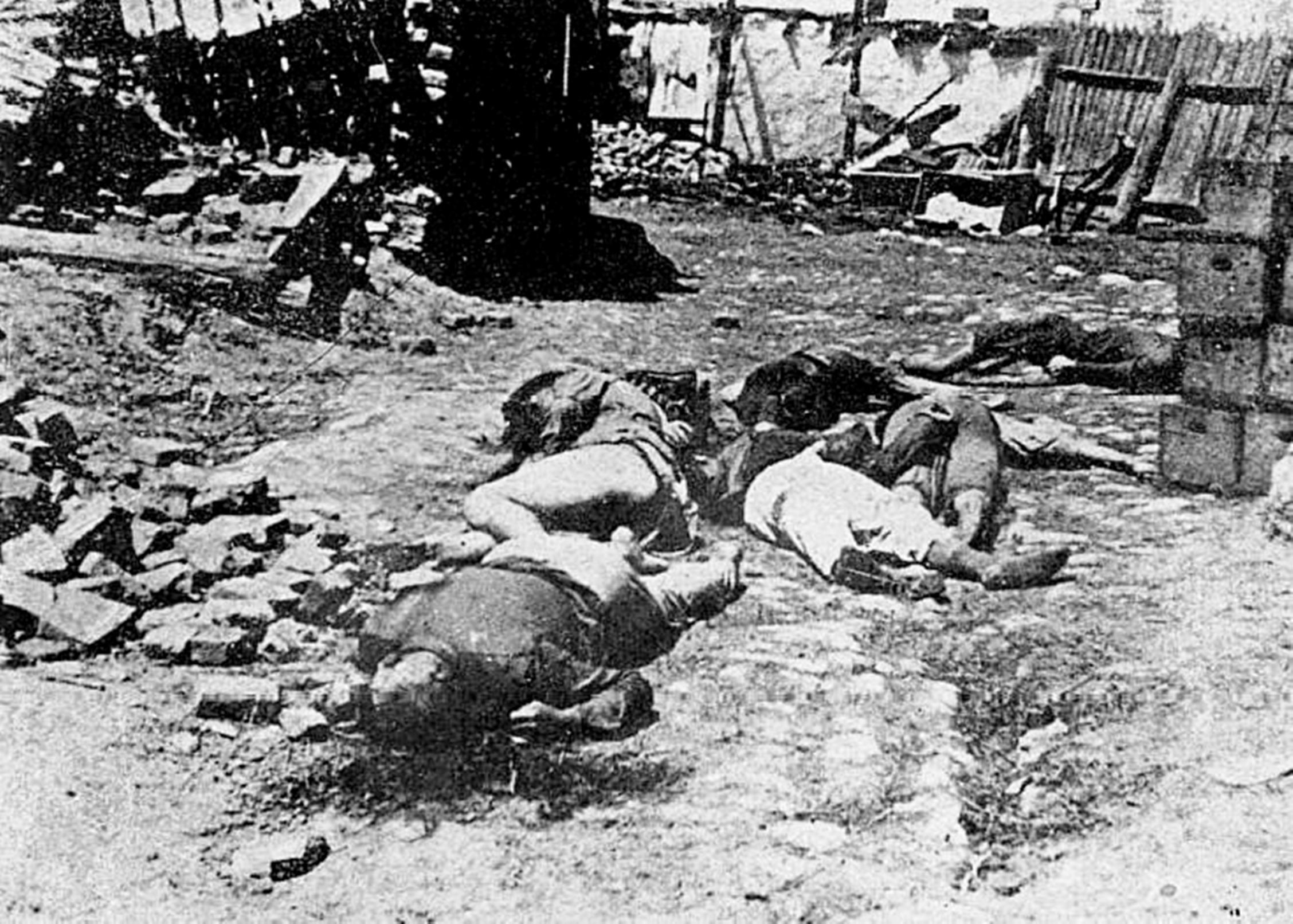
Evrei deportați în Transnistria și împușcați între Bîrzula și Grozdovka de militarii români care-i escortau; femeia a fost și dezgolită (octombrie 1941).

Crime asupra populației evreiești locale din Transnistria au fost înfăptuite de plutoane ale morții formate din jandarmi români în drumul spre zona de relocare din est.
Zeci de mii de evrei au fost uciși în Odesa (aproximativ 22.000 de evrei din Odesa au fost arși de vii la Dalnic), Bogdanovca și Akmecetka în 1941 și 1942.
Mihai Antonescu stabilise acorduri (Abmachungen) privind colaborarea pe teren cu SS-ul, adică cu subunitățile Einsatzgruppe D, și cu alte formațiuni germane. Instructorii germani au raportat despre cruzimea, rapacitatea, corupția și ineficiența camarazilor români care au acționat neplanificat, n-au șters urmele execuțiilor în masă și au comis jafuri, violuri sau împușcări pe străzi, n-au îngropat cadavrele sau au primit mită de la evrei. Din schimburile de scrisori, protestele și dispozițiile în această privință reiese că germanii erau furioși de lipsa de organizare și planificare și nu din cauza omorurilor în sine. Rapoartele trimise de diversele unități ale Einsatzgruppe D și de cele ale jandarmeriei militare germane Feldgendarmerie erau pline de informații cu privire la execuții și jafuri și despre modul de acțiune neorganizat al românilor, conchizând că „soluționarea problemei evreiești de către români în regiunea dintre Nistru și Nipru a fost dată pe mâini necorespunzătoare”. În darea de seamă care a rezumat primele cinci rapoarte ale Einsatzgruppe D, trimisă la 30 octombrie 1941 ministrului de externe al Germaniei Ribbentrop, comandantul poliției de siguranță SD (Chef der Sicherheitspolizei und des SD) relata: „Modul în care românii se comportă cu evreii este complet lipsit de metodă. Nu am avea nimic de reproșat numeroaselor execuții dacă pregătirile tehnice și execuțiile ar fi suficient de corecte. În general, românii lasă cadavrele celor uciși pe locul în care au fost împușcați, fără să le îngroape”.
În iunie 1942, Mihai Antonescu, în numele lui Ion Antonescu, a reacceptat, în convorbiri secrete cu trimișii lui Himmler din Sicherheitspolizei, soluția finală în România, adică deportarea tuturor evreilor români, cu foarte mici excepții, în lagărul de exterminare Belzec din Polonia unde, conform planului german, urmau să fie gazați și arși într-un ritm de 2.000 pe zi. În afară de 17.000 de evrei găsiți „utili” economiei naționale sau cu drepturi excepționale, întreaga minoritate evreiască din România, care număra în mai 1942 (recensământul a fost organizat în acest scop) 292.149 suflete, urma să fie exterminată în circa 140 de zile. La 13 octombrie 1942, aplicarea planului a fost suspendată de partea română după ce a ajuns la concluzia că interesele germane și cele române nu mai coincideau, că armata română urma să fie măcinată la Stalingrad și că, în ciuda tuturor sacrificiilor materiale (alimente, petrol, materii prime) și umane, Hitler nu intenționa să retrocedeze României Transilvania de Nord.

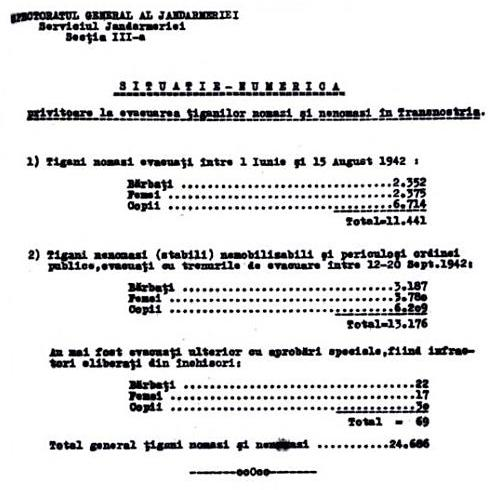
Raportul Inspectoratului Jandarmeriei Române - Evacuarea romilor în Transnistria

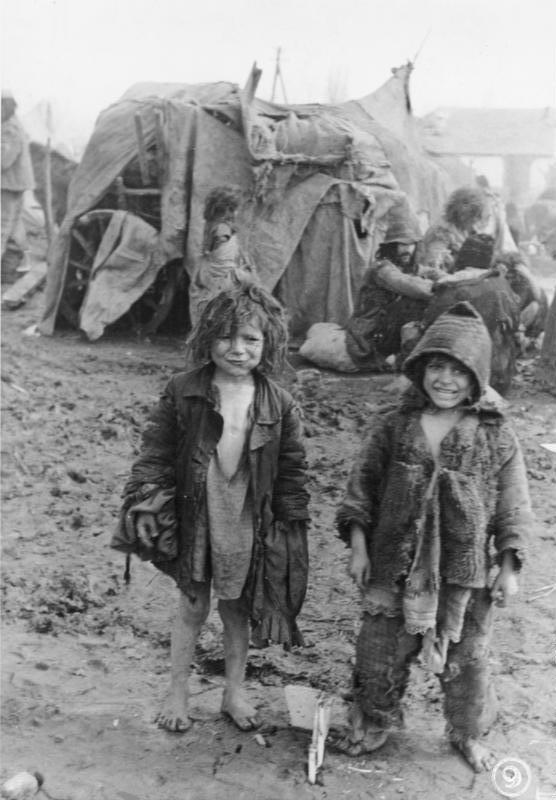
Romi în Transnistria, lângă Tiraspol

Guvernanții români s-au străduit să-i inducă în eroare pe reprezentanții puterilor occidentale privind ordinele speciale de curățirea terenului. La 31 iunie 1941 decanul Corpului Diplomatic din București și nunțiul apostolic, monseniorul Andrea Cassulo a cerut o audiență urgentă la Antonescu pentru a protesta contra samavolniciilor față de evrei și a cere clemență. Ambasadorul Statelor Unite la București, Franklin Mott Gunther, primit în audiență de Ion și Mihai Antonescu a protestat față de atrocitățile antievreiești. La 4 noiembrie 1941, el a raportat Ministerului de Externe de la Washington: „Am atras atenția permanent și insistent celor mai de seamă autorități române reacția inevitabilă a guvernului meu și a poporului american față de un astfel de tratament inuman și chiar ucideri nelegiuite de oameni nevinovați și lipsiți de apărare, descriind pe larg atrocitățile comise contra evreilor din România. Observațiile mele au trezit în mareșalul Antonescu și la premierul interimar Mihai Antonescu manifestări de regret pentru excesele comise „din greșeală” sau de „elemente iresponsabile” și (promisiuni) de moderație în viitor... Programul de exterminare sistematică continuă totuși și nu văd vreo speranță pentru evreii români atâta timp cât actualul regim... va rămâne la putere".
De teama judecății puterilor democratice, care de la sfârșitul anului 1942 au avertizat că vor pedepsi cu asprime state și conducători care au luat parte la exterminarea populației civile, Mihai Antonescu, cu aprobarea lui Ion Antonescu, a inițiat o vastă acțiune secretă de falsificare, sustragere și înlocuire de documente incriminatorii pentru a minimaliza răspunderea regimului pentru crimele comise împotriva evreilor din România și Ucraina. Documentele false urmăreau să arunce vina în primul rând, pe germani și pe legionari, pentru execuțiile în masă comise de armată și jandarmerie la Iași, în Basarabia și în Ucraina. Falsificarea documentelor urmărea nu numai problema evreiască, ci și absolvirea post-factum a regimului de cealaltă mare crimă, înfeudarea țării intereselor germane, participarea la război dincolo de obiectivul național just al României - eliberarea celor două provincii românești ocupate de URSS în iunie 1940 -, și de uriașele pierderi umane și materiale ale României într-un război inutil și lipsit de glorie. Echipa principală de falsificatori de documente a operat la Ministerul de Externe, dar fenomenul s-a înregistrat și la Ministerul de Interne și în special la Marele Stat Major.

## Cărți scrise de Mihai Antonescu
- Essai de determination methodologique du droit administratif international, Bucarest, M. O. - Imprimerie Nationale, 1935
- Deux années de gouvernement (6 Septembre 1940 - 6 Septembre 1942), Bucarest, s.l.,1942
- În serviciul țării", vol.1 „Cuvântări”, București, s.n., 1942
- Mareșalul Ion Antonescu, conducătorul României, Craiova, Scrisul românesc, s.d.
- Înfăptuirile de un an ale guvernării Mareșalului Ion Antonescu, București, Imprimeriile Timpul, s.d.
- Legile pentru reforma regimului presei și profesiunii de ziarist și expunerea de motive, București, Monitorul Oficial și Imprimeriile Statului, Imprimeria centrală, 1944.

## Decorații
- Ordinul „Steaua României” în gradul de Mare Cruce (7 noiembrie 1941)[31]